# معركة دريباناي
معركة دريباناي البحرية (أو Drepanum). وقعت في سنة 249 قبل الميلاد خلال الحرب البونيقية الأولى قرب «تراباني» الحديثة، غرب صقلية بين أساطيل قرطاج والجمهورية الرومانية.

## مقدمة
سلسلة الانتصارات البحرية الرومانية ضد القرطاجيين، أعطاهم الثقة للقيام بهجوم مباشر على معقل القرطاجيين في ليليبايوم التي كان يحكمها «هيميلكو». حوصرت المدينة من قبل أسطول روماني بقيادة القنصلين الرومانيين بوبليوس كلوديوس بولشر ولوكيوس جونيوس بولوس. ومع ذلك، على الرغم من الخبرات المكتسبة من البحرية الرومانية، إلا أنه لم يزل القرطاجيون متفوقيين في المناورة البحرية المفتوحة. فتمكن سرب صغير بقيادة قائد يدعى هانيبال، تمكنت من كسر الحصار في وضح النهار وإيصال الإمدادات إلى حامية ليليبايوم. في الليل، غادر هانيبال المدينة محملا بالخيول عديمة الفائدة وأبحر إلى ميناء دريباناي، قبل أن يعرف الرومان ما كان يحدث.
كان نجاح مشروع القرطاجيين مذهل بحيث تتكرر عدة مرات. بالنسبة للرومان، كان هذا أكثر من الذل: انه إبطال تأثير كامل للحصار الروماني، منذ القيام بتموين الحامية المحاصرة واطعامهم وذلك أبقى على اتصال مع قرطاج.
بعد فترة وجيزة، قام بحار شجاع يدعى هانيبال رودايان، بالتجسس حول الأسطول الروماني المحاصر للمدينة القرطاجية ويتابع أخبار ما يجري في الداخل ليوصل المعلومات إلى مجلس الشيوخ القرطاجي والاميرال عزربعل القرطاجي.

## الإجراءات والنتائج
بولشر، القنصل كبير، قرر شن هجوم مفاجئ على ميناء دريباناي، حيث مقر السفن القرطاجية. فقام الأسطول الروماني بالإبحار شمالاً من ليليبايوم في ليلة مقمرة. ولم تصرد الكشافة القرطاجية السفن الرومانية ولكن ظروف الرؤية المنخفضة شتتت تشكيلة المعركة. عندما وصل الاسطول الروماني إلى ميناء دريباناي القرطاجي عند شروق الشمس، انتشر الأسطول طولا بدون تنظيم. فشهدت الكشافة البونية السفن الرومانية المشتتة مما ادى إلى فقدان ميزة الهجوم المفاجئ. 

في الميناء، لم ينتظر القرطاجيون ان يروا ما يقصده الرومان. فقام عزربعل القرطاجي سريعا بأمر السفن القرطاجية بإخلاء دريباناي قبل أن يحصار الرومان المدينة. هكذا أبحرت سفن قرطاج للخروج من الميناء، ويمروا جنوب المدينة حول جزيرتين صغيرتين في الساحل إلى البحر المفتوح. رؤية خطته لهجوم مفاجئ تفشل، فأمر بولشر أسطوله باعادة تجميع صفوفهم في تشكيل المعركة. ومع ذلك، في ذلك الحين، كان كل شيء ضده. فكانت سواحل صقلية في ظهره وأسطول القرطاجيين مستعد للمعركة في جبهته.
قام القرطاجيون بمهاجمة الجناح للسفن الرومانية. وكانت النتيجة هزيمة تامة للروم، مع غرق اغلب السفن الرومانية بقيادة بولشر.

## اثار المعركة
تمكن بوبليوس كلوديوس بولشر من الهرب والعودة إلى روما في العار، حيث واجه اتهامات بالخيانة. وخلافا للقرطاجيين، لم يتم تنفيذ حكم الإعدام على الجنرالات الرومان لعدم الكفاءة؛ ما ادى إلى جلب بولشر إلى المحكمة واتهامه تدنيس المقدسات، وأدين وحكم عليه بالسجن للمنفى، وانتهت حياته السياسية.